# Viktor Jelenić
Viktor Jelenić (Belgrado, 4 de outubro de 1976) é um jogador de polo aquático sérvio, medalhista olímpico.

## Carreira
Viktor Jelenić fez parte dos elencos olímpicos de prata em Atenas 1996, e bronze em Sydney 2000